# Ист Форк (Аризона)
Ист Форк (енгл. East Fork) насељено је место без административног статуса у америчкој савезној држави Аризона.

## Демографија
По попису из 2010. године број становника је 699, што је 181 (-20,6%) становника мање него 2000. године.
| Група             | 2000.    | 2010.     |
| Белци             | 3 (0,3%) | 1 (0,1%)  |
| Афроамериканци    | 0 (0,0%) | 0 (0,0%)  |
| Азијати           | 0 (0,0%) | 0 (0,0%)  |
| Хиспаноамериканци | 6 (0,7%) | 18 (2,6%) |
| Укупно            | 880      | 699       |